# Mugilogobius
A Mugilogobius a csontos halak (Osteichthyes) főosztályának a sugarasúszójú halak (Actinopterygii) osztályába, ezen belül a sügéralakúak (Perciformes) rendjébe, a gébfélék (Gobiidae) családjába és a Gobionellinae alcsaládjába tartozó nem.

## Rendszerezés
A nembe az alábbi 32 faj tartozik:
- Mugilogobius abei (Jordan & Snyder, 1901)
- Mugilogobius adeia Larson & Kottelat, 1992
- Mugilogobius amadi (Weber, 1913)
- Mugilogobius cagayanensis (Aurich, 1938)
- Mugilogobius cavifrons (Weber, 1909)
- Mugilogobius chulae (Smith, 1932)
- Mugilogobius durbanensis (Barnard, 1927)
- Mugilogobius fasciatus Larson, 2001
- Mugilogobius filifer Larson, 2001
- Mugilogobius fusca (Herre, 1940)
- Mugilogobius fusculus (Nichols, 1951)
- Mugilogobius hitam Larson, Geiger, Hadiaty & Herder, 2014
- Mugilogobius karatunensis (Aurich, 1938)
- Mugilogobius latifrons (Boulenger, 1897)
- Mugilogobius lepidotus Larson, 2001
- Mugilogobius littoralis Larson, 2001
- Mugilogobius mertoni (Weber, 1911)
- Mugilogobius myxodermus (Herre, 1935)
- Mugilogobius notospilus (Günther, 1877)
- Mugilogobius nuicocensis Nguyen & Vo, 2005
- Mugilogobius paludis (Whitley, 1930)
- Mugilogobius platynotus (Günther, 1861)
- Mugilogobius platystomus (Günther, 1872)
- Mugilogobius rambaiae (Smith, 1945)
- Mugilogobius rexi Larson, 2001
- Mugilogobius rivulus Larson, 2001
- Mugilogobius sarasinorum (Boulenger, 1897)
- Mugilogobius stigmaticus (De Vis, 1884)
- Mugilogobius tagala (Herre, 1927)
- Mugilogobius tigrinus Larson, 2001
- Mugilogobius zebra (Aurich, 1938)
- Mugilogobius wilsoni Larson, 2001